# Václav Vydra (Schauspieler, 1902)

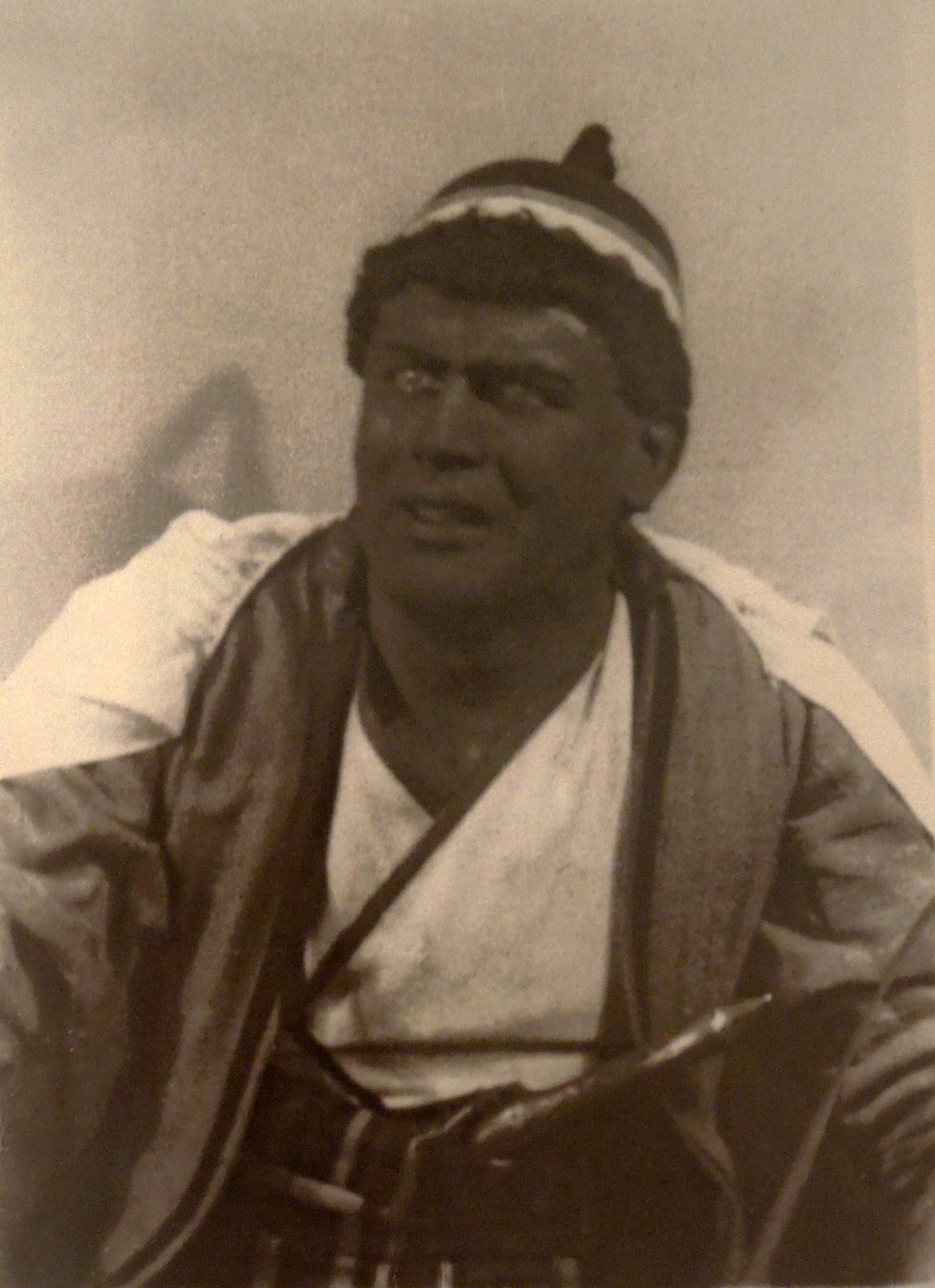
Václav Vydra

Václav Vydra (* 25. Oktober 1902 in Roudnice nad Labem; † 19. Mai 1979 in Prag) war ein tschechischer Schauspieler und Theaterregisseur.

## Leben
Václav Vydra war der Sohn des Schauspielers Václav Vydra (1876–1953). Nach dem Gymnasium brach er ein Wirtschaftsstudium zu Gunsten einer Schauspielkarriere ab. Er fand Arbeit an den Theatern von Budweis und Smíchov, bevor er 1921 zum Divadlo na Vinohradech wechselte, wo er schließlich bis 1951 als Schauspieler und Theaterregisseur tätig blieb. Ab 1952 war er bis zu seinem Tod in gleicher Funktion an den Městská divadla pražská (Städtische Theater Prag) beschäftigt. Parallel dazu war er auch vereinzelt im Radio zu hören und in über 20 Film- und Fernsehproduktionen, darunter Aus meinem Leben und Schwarzer Sonnabend zu sehen. Von 1949 bis 1951 unterrichtete er an der Theaterfakultät der Akademie der Musischen Künste in Prag (DAMU). Nach dem Zweiten Weltkrieg wurde er Mitglied der Komunistická strana Československa.
Vydra war bis zu seinem Tod mit der Schauspielerin Dana Medřická verheiratet. Aus der Ehe ging ein Sohn hervor, der Schauspieler Václav Vydra (* 1956).

## Filmografie (Auswahl)
- 1955: Aus meinem Leben (Z mého života)
- 1955: Jan Hus
- 1957: Die Fälschung (Padělek)
- 1961: Schwarzer Sonnabend (Černá sobota)